# José Ignacio Olave
José Ignacio Olave (Paicol, Huila, 19 de noviembre de 1920-Pitalito, Huila, 20 de octubre de 2014) fue un profesor, compositor, director e intérprete colombiano.

## Reseña biográfica
Nació en el municipio de Paicol, el 19 de noviembre de 1920. En el año 1933 ganó una beca para estudiar en el Conservatorio Nacional de Música en Bogotá, en donde permaneció hasta 1940.
Su obra incluye composiciones que conforman su legado, con géneros como pasillos, bambucos, danzas, torbellinos, guabinas, joropos, sanjuaneros, valses, paseos, porros, marchas y boleros. Las primeras obras que compuso fueron “Caminando por el Huila” y “Mi paisanita” en el año 1943. Posteriormente, incluyó en su repertorio composiciones como “Campesinita” (Bambuco), “Tengo una morena” (Bolero), “Mi esperanza” (Pasillo), “Muchachita” (Guabina), “Anhelos Italianos” (paseo), “Mi niña” (Vals) y en formato sinfónico como: “Hacía el calvario”, “Perdónanos señor”, “Rayos del sol” entre otras.
Hacia el año 1945 hace su primera presentación en el Teatro Colón de Bogotá. Después de haber actuado en Bogotá, en donde tocó, al lado del folclorista Emilio Murillo-para diversas personalidades de la vida nacional como Alfonso López, Laureano Gómez, Darío Echandía, Jorge Eliécer Gaitán, entre otros, regresó al Huila y dio a conocer sus composiciones, todas inspiradas en temas autóctonos del Huila.
Dirigió orquestas y bandas como: “Ritmos del sur” durante cuatro años, Banda “Santa Cecilia de Agrado” durante dos años y la más relevante en su carrera, la agrupación folclórica “Alma Huilense” que reúne coros, bailarines y cuerdas. Fundada en 1952, conformada por 35 artistas, conocida porque constituye un verdadero espectáculo considerado por los críticos como digno de ver y admirar. Con esta agrupación logró grabar 42 LP, entre estos los titulados “Alma huilense” y “Canta Colombia”, entre 1975 y 1990.
Los integrantes del “Alma del Huila” fueron: José Ignacio Olave (director, violinista y bandolista), Héctor Garzón (flauta), Jorge Durán Pinilla y Marcus Torres (mandolina-laboyana), Hugo Alberto Olave y José Ignacio Trujillo (bandolas) Pedro Durán Pinilla, Marco F. Torres, Rubén Becerra, José Aniceto Lemos y Mariela de Castillo (guitarra).
Aparte de director y compositor, fue profesor de música en el INEM de Neiva con el objetivo de formar artistas defensores de la música autóctona al servicio de la cultura nacional.
Tuvo mención de Honor de Ibagué, Caquetá, Barranquilla, Costa Rica y San Andrés Islas.
Falleció el 20 de octubre de 2014 en Pitalito después de 16 días de hospitalización por múltiples afecciones renales.

## Obra
Las obras listadas a continuación forman parte del LP Alma Huilense. Canta a Colombia Vol. 3, grabado en Huila, Colombia. Se encuentra en la Biblioteca Luis Ángel Arango de la ciudad de Bogotá.
| Obra                   | Género    | Intérpretes                                              | Ciudad         |
| ---------------------- | --------- | -------------------------------------------------------- | -------------- |
| El chiqui              | Pasillo   |                                                          | Paicol - Huila |
| El subversivo          | Bambuco   | Pedro Durán, Alfonso Durán.                              | Paicol - Huila |
| Para morena            | Merengue  | Nohora Caicedo, Carlos Gonzáles Mina, Jorge Durán P.     | Paicol - Huila |
| Inspiración Huilense   | Pasillo   |                                                          | Paicol - Huila |
| La reina de la alegría | Pasodoble | Alma Huilense                                            | Paicol - Huila |
| Majito                 | Paseo     | Carlos González Mina, Nohora Caicedo, Arismendi Jiménez. | Paicol - Huila |
| Se va la consentida    | Pasillo   | Carlos González Mina, José Ignacio Olave.                | Paicol - Huila |
| Amor del vaquero       | Bambuco   | Alma Huilense.                                           | Paicol - Huila |
| Quiero hablarte        | Bolero    | Nohora Caicedo, Carlos Gonzáles Mina, Hugo A. Olave.     | Paicol - Huila |
| El cacique             | Merengue  | Carlos G. Mina, Arismendi Jiménez.                       | Paicol - Huila |
| Estrella de mis noches | Bolero    | Yaneth Carballo, Hugo A. Olave, Carlos González Mina.    | Paicol - Huila |
| Río ingrato            | Danza     | Alma Huilense, Jorge Durán P.                            | Paicol - Huila |